# Jackson Richardson
Jackson Richardson (Saint-Pierre, 14 giugno 1969) è un ex pallamanista e allenatore di pallamano francese.

## Carriera
Ha vinto due medaglie d'oro, una d'argento e tre di bronzo ai campionati del mondo di pallamano, ha anche conquistato con la nazionale francese la medaglia di bronzo alle Olimpiadi di Barcellona nel 1992.
È stato lungamente capitano della nazionale e detiene il record di presenze con la maglia della rappresentativa transalpina (417).
Richardson è stato il portabandiera della Francia nella cerimonia inaugurale delle Olimpiadi di Atene 2004.

## Vita personale
Suo figlio Melvyn è anch'esso un pallamanista, attualmente terzino del Barcellona.

## Palmares

### Club

#### Competizioni nazionali
- Division 1: 2

OM Vitrollers: 1993-94, 1995-96
- Coppa di Francia: 2

OM Vitrollers: 1992-93, 1994-95
- Liga ASOBAL: 2

San Antonio: 2001-02, 2004-05
- Coppa del Re: 1

San Antonio: 2000-01
- Supercoppa ASOBAL: 2

San Antonio: 2002, 2003

#### Competizioni internazionali
- Coppa delle Coppe: 2

OM Virollers: 1992-93
San Antonio: 2003-04
- EHF Challenge Cup: 1

Großwallstadt: 1999-00
- EHF Champions League: 1

San Antonio: 2000-01
- EHF Champions Trophy: 1

San Antonio: 2000

### Nazionale
- Olimpiadi

 Barcellona 1992
- Mondiali

 Islanda 1995, Francia 2001
 Svezia 1993
 Giappone 1997, |Portogallo 2003, Tunisia 2005

### Individuale
- Campionato mondiale maschile di pallamano 1990: MVP
- Miglior giocatore IHF dell'anno: 1995
- Campionato mondiale maschile di pallamano 1995: MVP e miglior centrale
- Campionato europeo maschile di pallamano 2000: MVP e miglior centrale
- Liga ASOBAL:

- miglior giocatore straniero 2001, 2002
- miglior centrale 2003, 2004, 2005